# Die Pfanne
Die Pfanne ist eine Erhebung am Döhlener Becken in Freital in Sachsen. Der Gipfel des Berges grenzt das Döhlener Becken zum Osterzgebirge ab.

## Lage und Umgebung
Die Pfanne erhebt sich ca. 500 Meter südöstlich vom Raschelberg in Freital. Südlich liegt das Plateau Auf der Hartha, östlich grenzt sie an den Geyersgraben mit dem gleichnamigen Bach und die Ausläufer des Wachtelbergs, nordwestlich an den Freitaler Ortsteil Schweinsdorf und westlich an den Pfannengund mit dem Schweinsdorfer Bach.

## Naturschutz
Im gleichnamigen Waldgebiet sind mehrere Biotope ausgewiesen, in den Jahren 1900/1991 und 2005 gab es hier Neuaufforstungen.